# Henry Constable
Pour les articles homonymes, voir Constable.
Henry Constable, né en 1562 dans le comté d'York et mort le 9 octobre 1613 à Liège, était un poète anglais. 

## Biographie
Élève à l'université de Cambridge, puis converti au catholicisme, il est emprisonné à la tour de Londres, puis émigre à Paris, où il exerce des activités diplomatiques pour le compte des puissances catholiques. En 1592, il publie Diana, un recueil de sonnets, et contribua pour quatre poèmes à l’Englands Helicon, une anthologie de poèmes lyriques de l'époque élisabéthaine, aux côtés, entre autres, de Marlowe et Shakespeare.